# 조슈아 로건
조슈아 로건(Joshua Logan, 본명: Joshua Lockwood Logan III, 1908년 10월 5일~1988년 7월 12일)은 미국의 감독, 작가, 배우이다. 뮤지컬 사우스 퍼시픽의 공동 각본을 맡으면서 퓰리처상을 수상했다.

## 참여 작품
- 피크닉 (1955년 영화)
- 버스 정류장 (영화)
- 사요나라 (1957년 영화)
- 남태평양 (1958년 영화)
- 패니 (1961년 영화)
- 카멜롯 (영화)
- 페인트 유어 웨건